# Route européenne 403
Pour les articles homonymes, voir E403 et Route 403.
La route européenne 403 est une autoroute reliant Zeebruges à Tournai.
Elle correspond à l'autoroute belge A17 et à la route nationale belge 31.
Elle est parfois appelée l'autoroute de l'occident parce'que 90% se situe au territoire de la Flandre Occidentale.

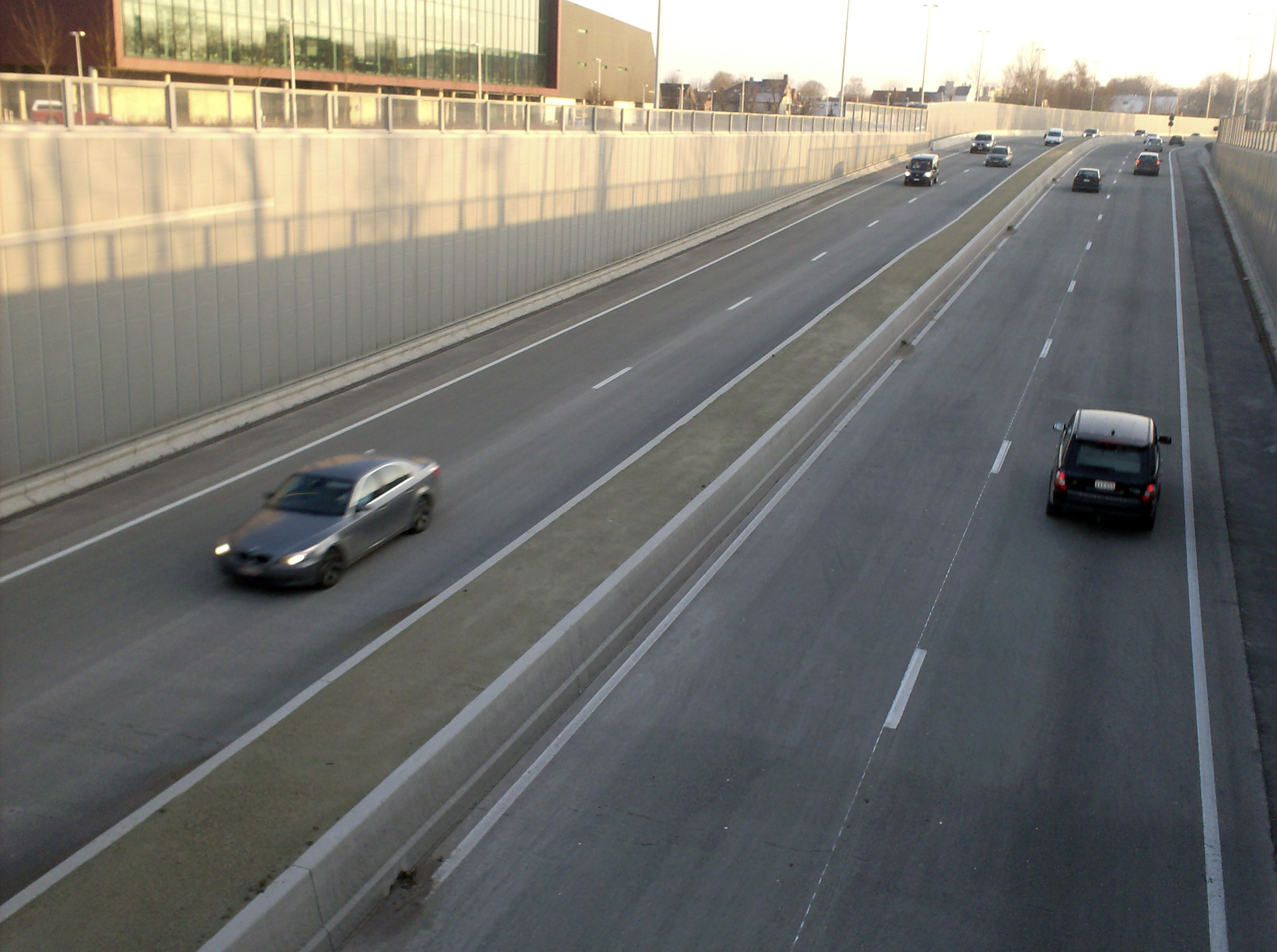
La route européenne 403 à Sint-Michiels, Bruges.

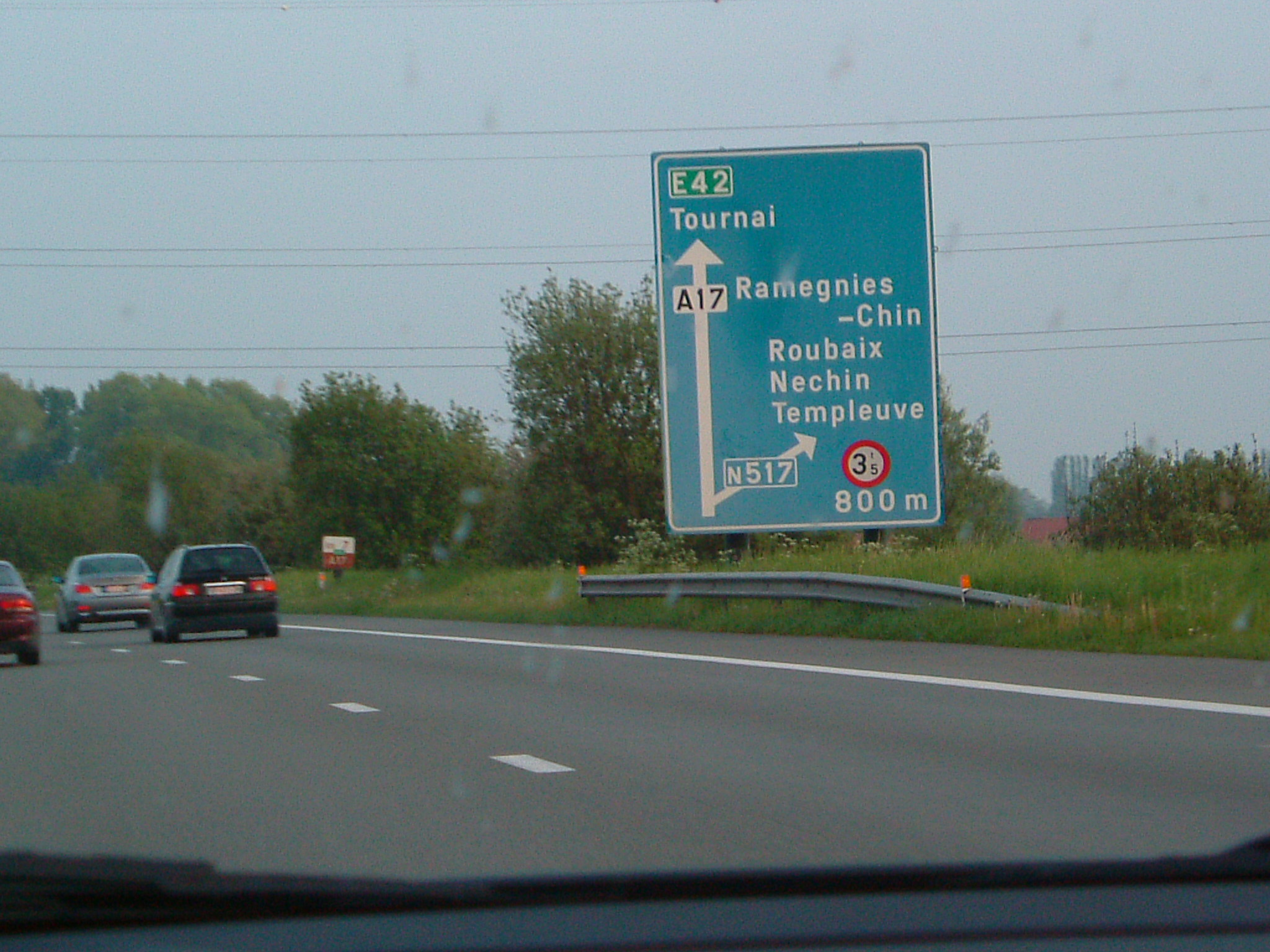
La route européenne 403 à Templeuve